# Pfarrkirche Krems-Lerchenfeld

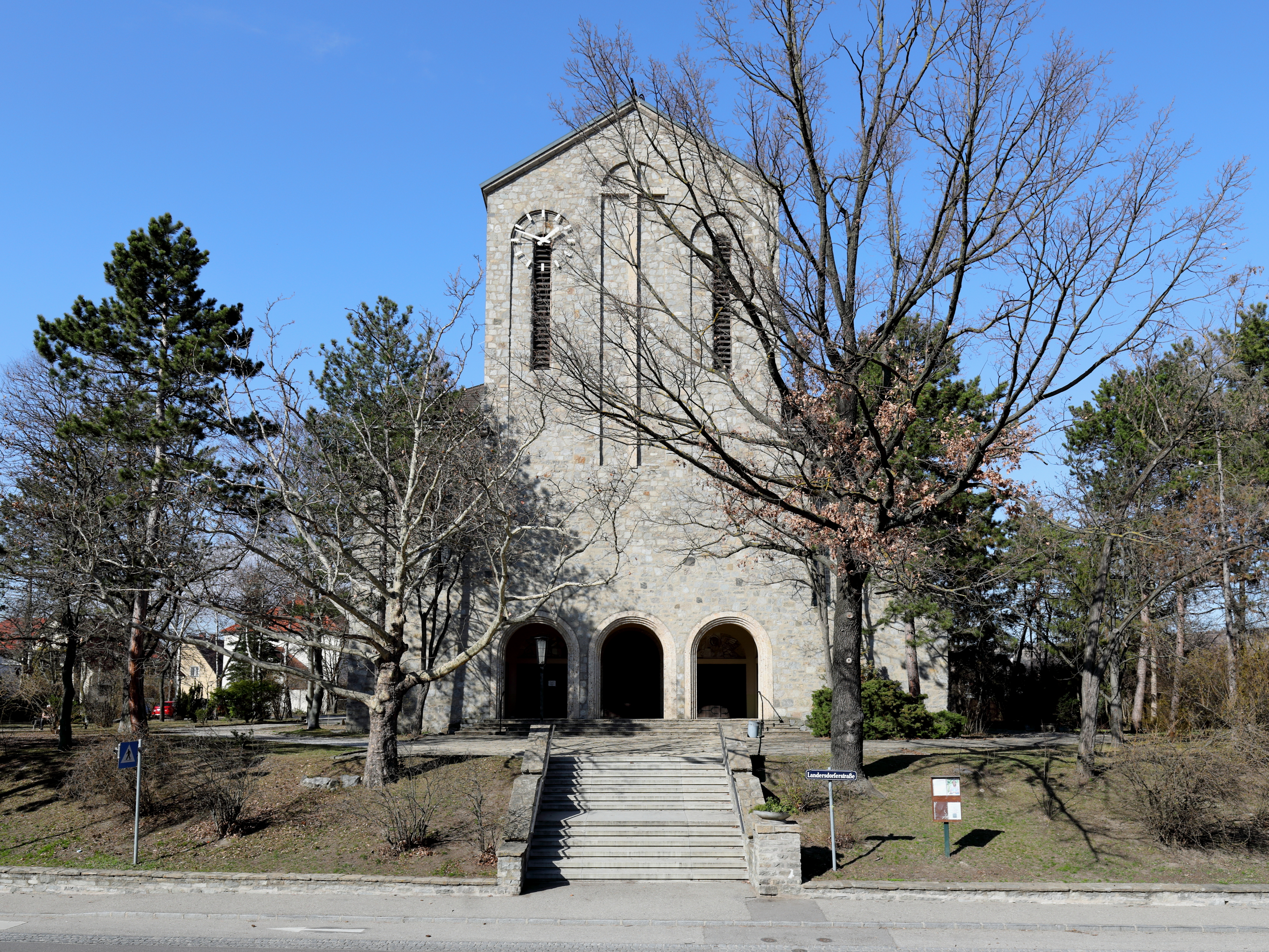
Pfarrkirche Krems-Lerchenfeld

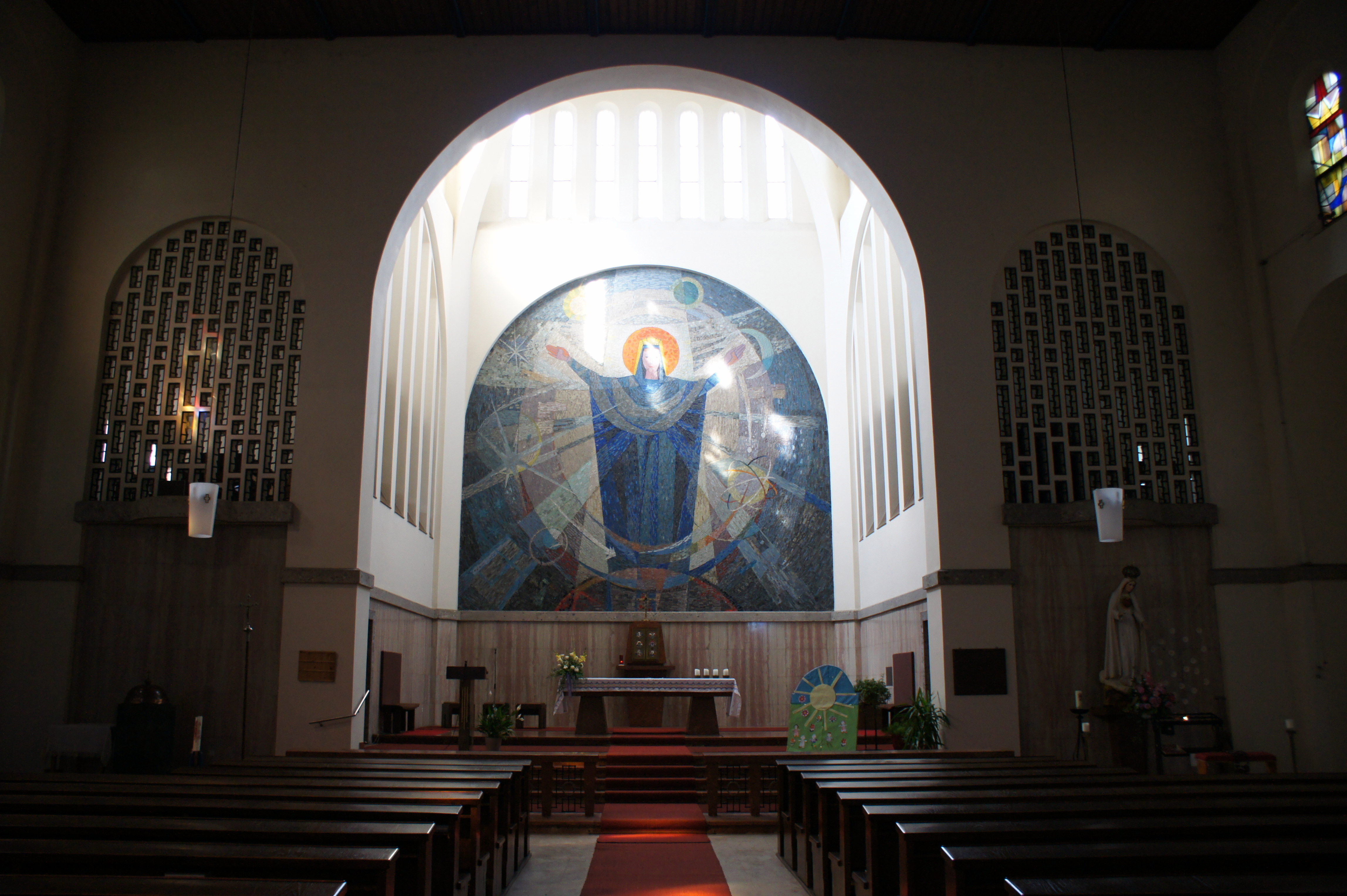
Innenansicht

Die Pfarrkirche Krems-Lerchenfeld steht im Stadtteil Landersdorf in der Stadt Krems an der Donau in Niederösterreich. Die römisch-katholische Pfarrkirche Maria Königin und hl. Severin gehört zum Dekanat Krems in der Diözese St. Pölten. Die Kirche steht unter Denkmalschutz.
Die Kirche liegt zwar im Stadtteil Landersdorf, die Pfarre ist aber nach dem größeren, südlich angrenzenden Stadtteil Lerchenfeld benannt, der ebenfalls zum Pfarrsprengel gehört.

## Geschichte
Die von 1954 bis 1959 von Architekt Julius Bergmann (1896–1969, aus Perchtoldsdorf) errichtete Pfarrkirche hl. Maria Königin des Weltalls (hl. Severin, hl. Theresia vom Kinde Jesu) ist ein kubisch geschlossener Bau über rechteckigem Grundriss mit eingezogenem, quadratischem, durchfenstertem Chor. Ihre in Naturstein ausgeführte Fassade ist in der Mitte turmartig überhöht und übergiebelt. Die dreibogig geöffneten Vorhalle verfügt über vier, aus farbigem Stein gefertigte und mit „H.Bauch 1964“ bezeichnete Mosaike mit den Evangelistensymbolen. Dahinter liegt ein weiter Saalraum mit Balkendecke, der durch Nischen und Blendbögen gegliedert ist. Darin befindet sich unter anderem eine hallenartige, pfeilergestützte Orgelempore. Auf dem Mosaik an der Chorwand ist die hl. Maria als Königin des Weltalls dargestellt. Die Fenster der Kirche sind aus Buntglas angefertigt.

## Pfarre
Die Pfarren Lerchenfeld und St. Paul fusionierten mit September 2023. Der letzte Gottesdienst wurde am 27. August 2023 in Lerchenfeld gefeiert. Im Sommer 2024 wurde bekanntgegeben, dass sich die Diözese St. Pölten mit der Stadt Krems auf einen Kauf des Areals geeinigt hat.